# Huguang

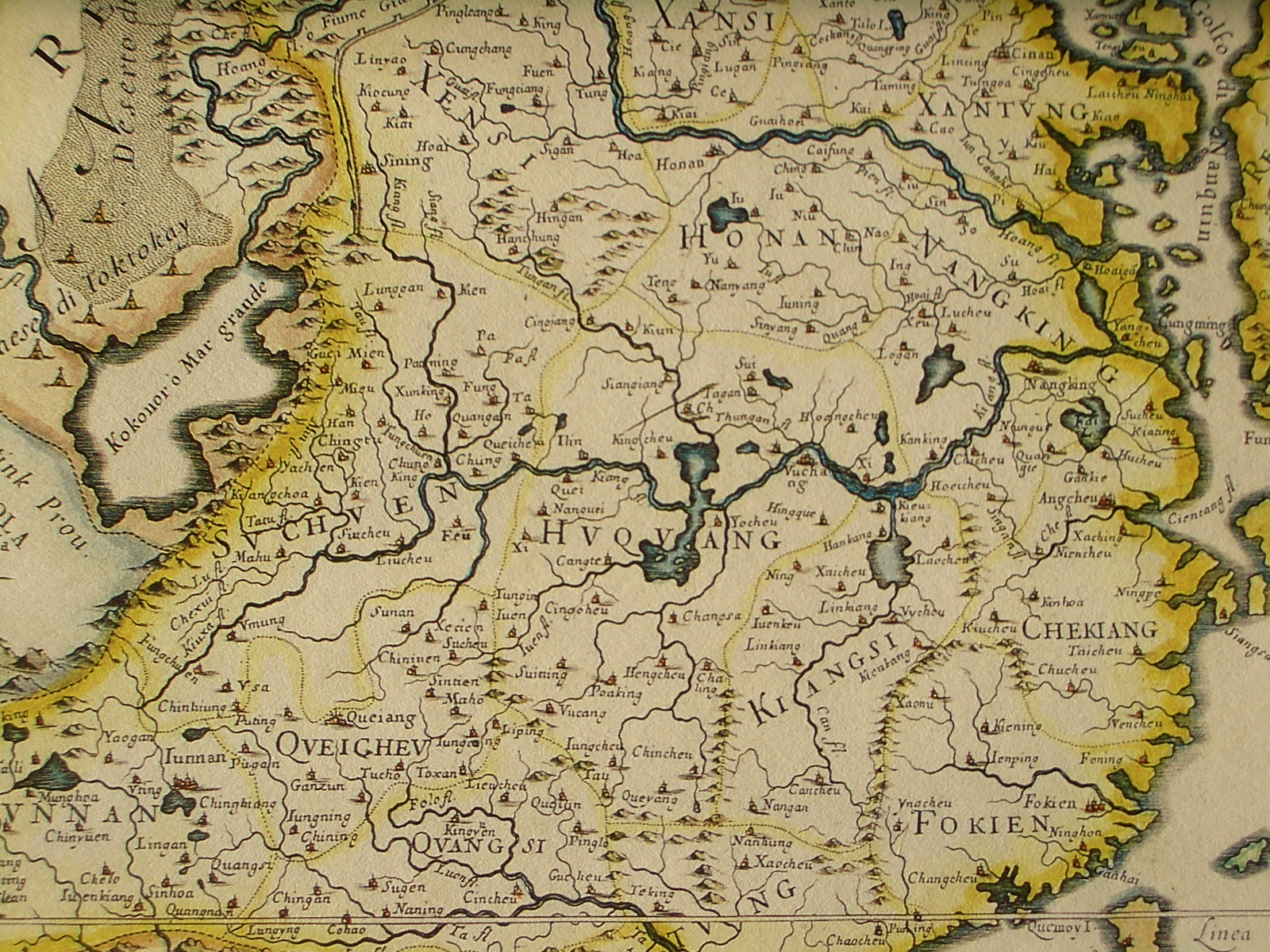
Fragment av italiensk karta från 1682 där Huguang (Huquang) återfinns i mitten.

Huguang (kinesiska: Húguǎng?, pinyin: 湖廣), ibland även stavat Hukwang, var en kinesisk provins under Mingdynastin och ett generalguvernement under Qing, omfattande provinserna Hubei och Hunan. Residensstad var Wuchang och generalguvernören (zongdu 總督) titulerades ofta vicekung i västerländska källor.

## Källa
Den här artikeln är helt eller delvis baserad på material från Nordisk familjebok, Liang-hu, 1904–1926.